# ERP5
ERP5 – opensource’owy system zintegrowanego zarządzania przedsiębiorstwem oparty na licencji GPL, opracowany przez francuską firmę Nexedi.
ERP5 jest napisany w języku Python i oparty w całości na oprogramowaniu open source. Bazuje na serwerze aplikacji Zope (wersja 2) i jego natywnej bazie danych ZODB. Jednocześnie obiekty są katalogowane w relacyjnej bazie danych (domyślnie jest to MySQL), co daje dobrą wydajność przy wyszukiwaniu. Podstawowym systemem dla ERP5 jest Mandriva Linux, aczkolwiek system bywa też uruchamiany w innych dystrybucjach Linuksa. Oprócz Zope wykorzystywane są też dostępne produkty Zope, takie jak CMF czy Formulator.

## Cechy charakterystyczne ERP5
- oparcie całej architektury systemu i wszystkich jego modułów na jednym abstrakcyjnym modelu teoretycznym, co zapewnia spójność systemu niezależnie od zakresu implementacji
- nowatorska architektura systemu[potrzebny przypis]
- uniwersalny mechanizm przyznawania uprawnień użytkownikom („security”)
- nacisk na tworzenie generycznych mechanizmów, wykorzystywanych następnie przy realizacji dedykowanych implementacji

## Słabe strony ERP5
- bardzo słaba dokumentacja dla użytkowników i deweloperów
- niewielkie wsparcie ze strony społeczności
- „zamknięty” model rozwoju oprogramowania – cała praca nad kodem jest wykonywana przez lub na zlecenie Nexedi
- brak oficjalnych, stabilnych wersji kodu, brak roadmapy i publicznie dostępnego bugtrackera
- mało ergonomiczny i nieintuicyjny interfejs użytkownika
- słaba wydajność, spore wymagania sprzętowe
- niepewna przyszłość projektu
  - malejąca w ciągu ostatnich dwóch lat liczba commitów[1]
  - brak nowych materiałów na wiki projektu[2]
  - brak jakichkolwiek informacji o prowadzonych pracach i planach na przyszłość

## Polska wersja
ERP5 został spolszczony w roku 2006. Obecnie polska wersja programu nie jest utrzymywana z powodu zaprzestania działalności przez firmę ERP5 Polska.